# Andechser
Andechser (нем.) — марка немецкого пива, производящаяся в  монастырской пивоварне Klosterbrauerei Andechs в Андексе, Бавария, Германия. Годовой объем производства пивоварни превышает 100000 гектолитров пива. Кроме Германии, большая часть продукции пивоварни экспортируется и продается во многих странах Западной Европы, России, Финляндии и Японии.

## История

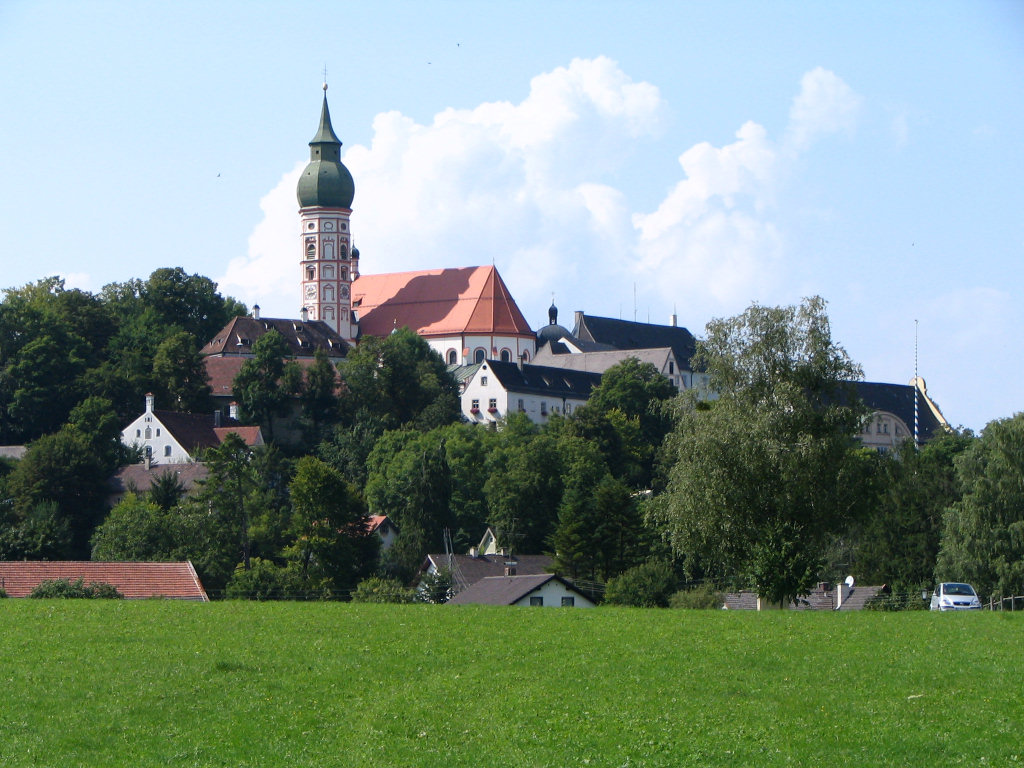
Монастырь Андекс

История пива Andekser связана с историей аббатства Андекс. Первые упоминания относятся к XIII веку. В 1455 году монастырь стал частью Бенедиктинского ордена, а с 1458 года является самостоятельным аббатством. Монахи варили пиво в монастыре еще в XV веке. Во время секуляризации в Баварии в 1803 г. аббатство было распущено, а имущество в 1804 г. — продано.
Монастырь был восстановлен в 1850 году как приорат бенедиктинского аббатства святого Бонифация в Мюнхене.
Пивоварня была восстановлена во второй половине XIX века. В 1906 году она была реконструирована, а в 1950 году построен новый разливочный цех. В 1972 году было принято решение построить совершенно новую пивоварню, и она была построена и введена в эксплуатацию в 1974 году. Обновлена в 1983, 2006 и 2007 г.

## Марки
Ассортимент пивоварни включает следующие марки:
- Andechser Vollbier Hell — классический светлый соломенно-жёлтый лагер с лёгкой сладостью и хмелевой горечью, содержание алкоголя 4,8%.
- Andechser Spezial Hell — игристый светло-золотистый лагер с ароматом солода, сладостью и нотками хмеля, содержание алкоголя 5,8%.
- Andechser Bergbock Hell — светло-золотистый крепкий бок-бир с тонкой хмелевой горчинкой в сочетании с легкой медовой сладостью, с мягким послевкусием, содержание алкоголя 7,0%.
- Andechser Export Dunkel — классический светлый соломенно-желтый лагер с ароматом солода и нотками шоколада, содержание алкоголя 4,9%.
- Andechser Doppelbock Dunkel — тёмный доппельбок, плотный и бархатный, со сладостью солода, нотками какао и тёмного шоколада, содержание алкоголя 7,0%.
- Andechser Weissbier Hell — светлый пшеничный вайсбир с фруктовым вкусом и ароматом бананов, дыни и гвоздики, с содержанием алкоголя 5,0%.
- Andechser Weissbier Dunkel — тёмно-каштановый пшеничный вайсбир с фруктовым ароматом спелых бананов и ананасов, нотками карамели и шоколада, содержание алкоголя 5,0%.

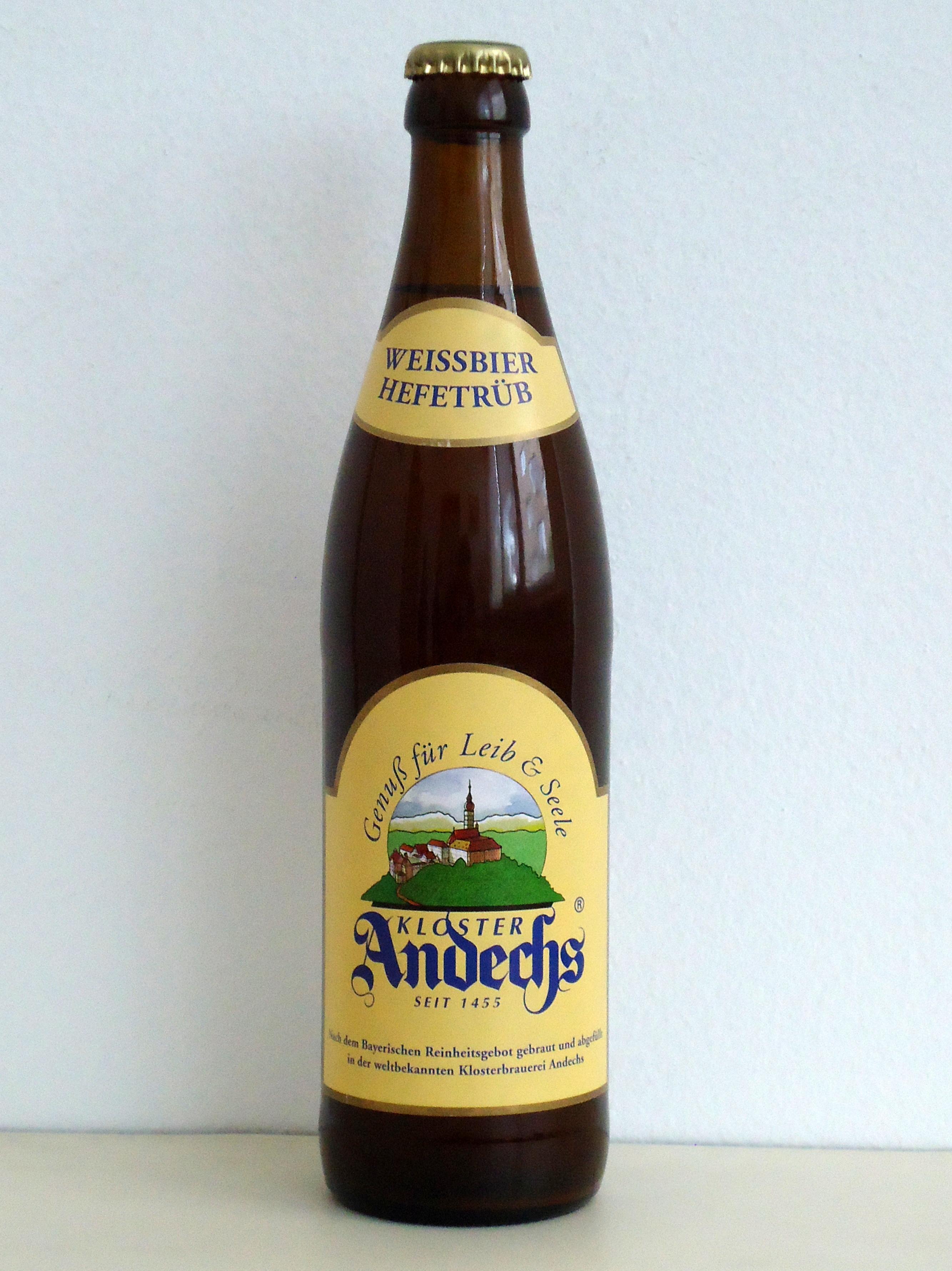
Andechser Weissbier Hefetrüb
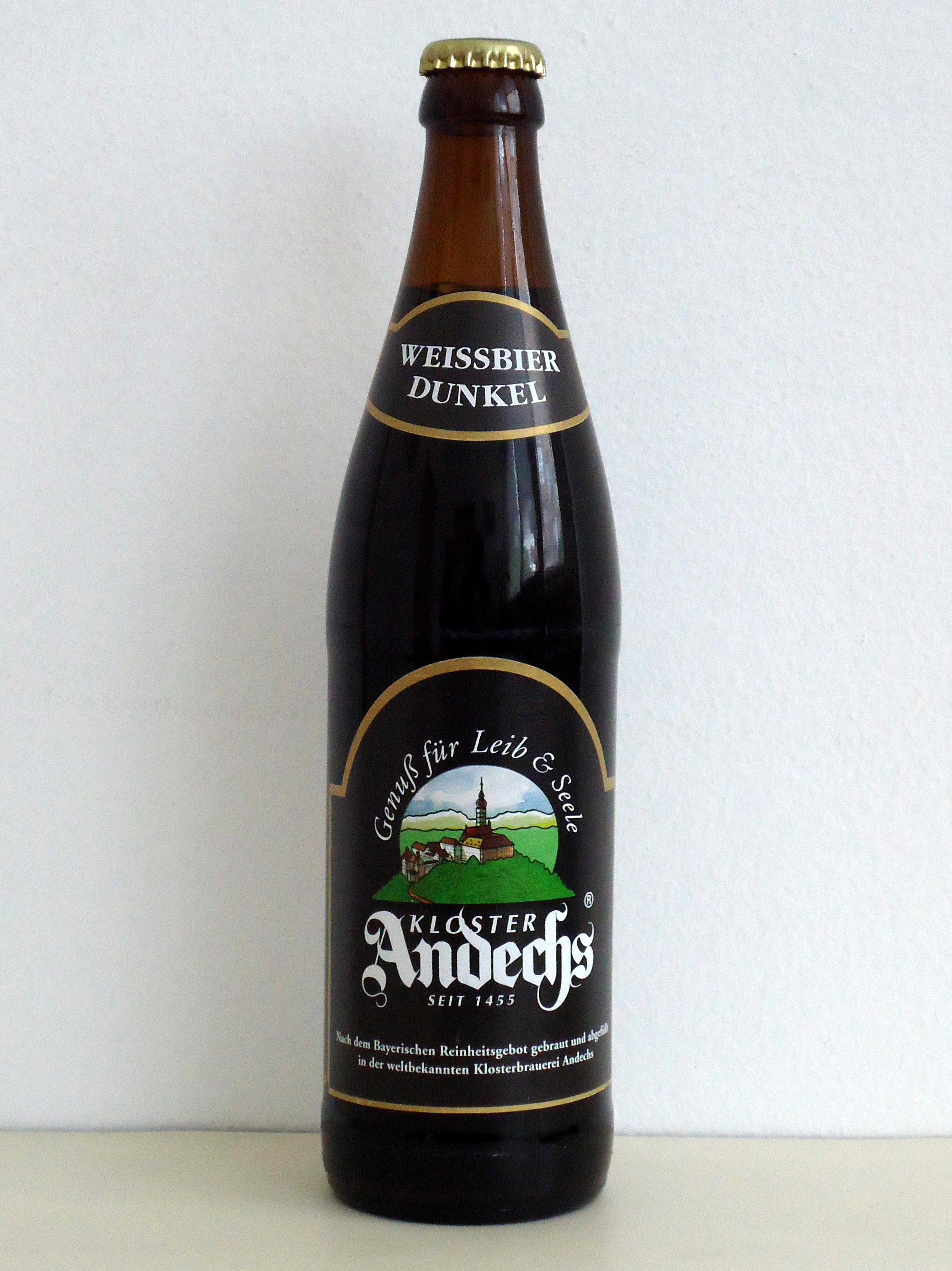
Andechser Weissbier Dunkel
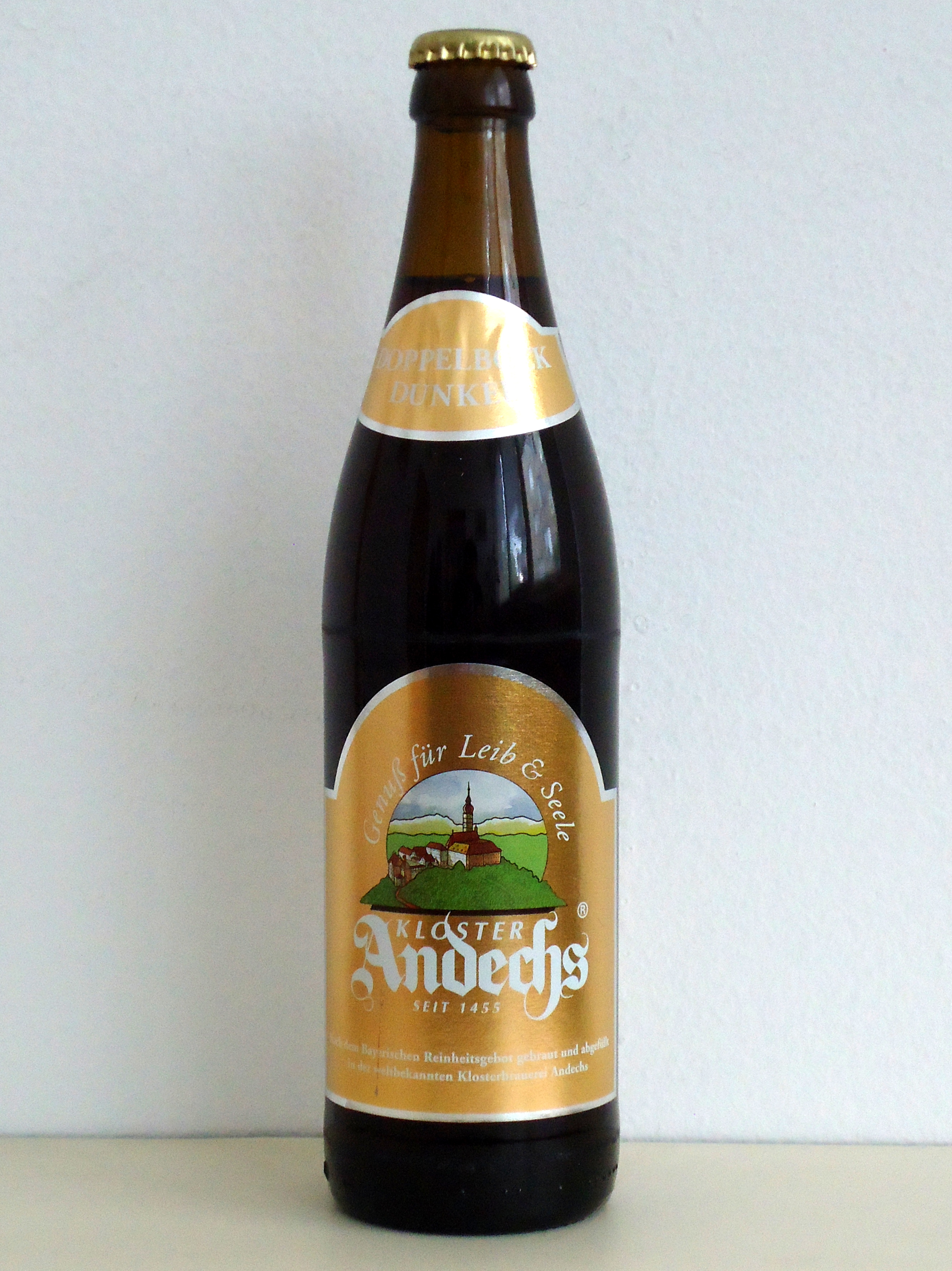
Andechser Doppelbock Dunkel